# Königerode
Königerode è una frazione della città tedesca di Harzgerode.

## Amministrazione
La frazione di Königerode è amministrata da un consiglio locale (Ortschaftsrat) di 5 membri e da un sindaco di frazione (Ortsbürgermeister).